# NGC 4411A
NGC 4411A ist dasselbe Objekt wie NGC 4411-1 und ist eine Balkenspiralgalaxie vom Typ SBdm im Sternbild Jungfrau auf der Ekliptik. Sie gehört zum Virgo-Galaxienhaufen und ist schätzungsweise 54 Millionen Lichtjahre von der Milchstraße entfernt.
NGC 4411A ist die Bezeichnung für eine Galaxie aus dem Revidierten NGC Katalog und entspricht nicht der Galaxie NGC 4411 aus dem Originalkatalog.